# Pontoon
Pontoon (in gaelico: Pont Abhann) è un piccolo villaggio della Repubblica d'Irlanda, più precisamente del Mayo, che gode però di una particolarità: è situato infatti in un fazzoletto di terra fra i 2 laghi principali della parte settentrionale della contea, ovvero il Lough Cullin e il Lough Conn.
Luogo particolarmente apprezzato per pesca e villeggiatura, è posto all'incrocio di tre strade regionali: la R310 da Castlebar, la R315 da Crossmolina e la R18 da Foxford.
Ad essere precisi, non si può dire che Pontoon, anche se considerato tale, sia un centro abitato, in quanto non esiste un vero e proprio agglomerato: dove viene indicato nelle mappe, ci sono soltanto vari alberghi, mentre le abitazioni sono sparse nelle vicinanze in case isolate, formando più che altro una comunità rurale.